# Karacaören-1-Talsperre
Die Karacaören-1-Talsperre (türkisch Karacaören I Barajı) befindet sich im Taurusgebirge 60 km nördlich von Antalya in der türkischen Provinz Burdur.
Die Karacaören-1-Talsperre wurde in den Jahren 1977–1990 als Steinschüttdamm erbaut und staut den Fluss Aksu Çayı.
Die Mehrzweck-Talsperre dient der Bewässerung, der Energieerzeugung und dem Hochwasserschutz.
Der Staudamm hat eine Höhe von 93 m über Gründungssohle und 85 m über Talsohle. Das Dammvolumen beträgt 3,5 Mio. m³. Der zugehörige Stausee liegt zum Teil auch in der Provinz Isparta. Er besitzt eine Fläche von 46 km² und ein Speichervolumen von 1234 Mio. m³.
Die Talsperre dient der Bewässerung einer Fläche von 9500 ha.
Das Wasserkraftwerk der Karacaören-1-Talsperre verfügt über zwei 16 MW-Francisturbinen. 
Das Regelarbeitsvermögen liegt bei jährlich 142 GWh. 
Etwa 8 km flussabwärts befindet sich die kleinere Karacaören-2-Talsperre.